# Torre de telecomunicaciones de Kuala Lumpur
La Torre de telecomunicaciones de Kuala Lumpur (en malayo Menara Kuala Lumpur), conocida también como Torre KL, es una estructura localizada en Kuala Lumpur construida en 1995. Es utilizada para la telecomunicación y, con los 421 m de altura que alcanza su antena, se le considera como una de las torres más altas del mundo; en cuanto a las de su tipo (telecomunicación), es superada por la Torre CN (Canadá), la Torre Ostankino (Rusia), la Torre Perla Oriental (China) y la Torre Milad (Irán). La torre incluye un restaurante giratorio.